# Moschidas
Moschidas (altgriechisch Μοσχίδας) war ein griechischer Koroplast des 4. Jahrhunderts v. Chr.
Moschidas war in der großgriechischen Stadt Tarent tätig. Sein Name ist durch zwei in der Genitivform geschriebene Inschriften ΜΟΕΧΙΔΑ überliefert, die sich auf den beiden einzigen ihm eindeutig zuzuordnenden Werken finden. Das eine Stück zeigt einen liegenden Symposiasten, beim anderen handelt es sich um eine Theatermaske. Beide Plastiken befinden sich im Museo Archeologico Nazionale in Bari.